# Richard Bradford
Richard Bradford   (Tyler, 10 de novembre de 1934 - Los Angeles, 22 de març de 2016) va ser un actor estatunidenc.

## Biografia
Richard Bradford neix a Tyler, Texas, el 1937, fill de Rosa i Edwin Richard Bradford. Els seus primers estudis cinematogràfics els va fer a l'Actors Studio de Nova York. Va començar en aquesta ciutat a participar en diverses sèries televisives, i el 1966 es va traslladar a Los Angeles, on poc després li van oferir de participar en la pel·lícula La caça (1966). Aquí comença la seva vasta filmografia, que cobrirà sobretot papers policials i westerns. Destaca pel seu rol de l'agent "Mac" McGill en la sèrie televisiva d'espionatge Agente secret i  de Mike Dorsett en la pel·lícula The Untouchables - (1987), on va treballar amb Sean Connery. Richard Bradford apareix en moltes altres pel·lícules com American Graffiti 2 (1979), La llegenda de Billie Jean (1985), El cor de Dixie (1989) i va participar també a diversos episodis de la S'ha escrit un crim.
Bradford vivia a Hollywood amb la seva dona, Eileen Elliott, fins a la seva mort el 2016.

## Filmografia
Filmografia:

### Televisió

#### Sèries de televisió
- 1967-1968: L'home de la maleta: Mc Gill
- 1969: Medical Center (episodi: U.M.C.): Dr Joseph Gannon
- 1987: Amerika (6 episodis): Ward Milford
- 1988: Favorite Son  (temporada 1, episodi 1: Part One): Charles MacDonald
- 1989: Christine Cromwell (temporada 1, episodi 1: Things That Go Bump in the Night i temporada 1, episodi 3: In Vino Veritas)

#### Telefilms
- 1979: Charleston: Cluskey
- 1980: A Rumor of War: Gen. Merle Rupert
- 1984: Best Kept Secrets: Chief Gilmore
- 1984: Sweet Revenge: Gen. George Markham
- 1985: Badge of the Assassin: L.J. Delsa
- 1986: Resting Place : General Willard Pàg. Hauer
- 1989: Man Against the Mob: The Chinatown Murders: Terry O'Brien
- 1991: Bump in the Night: Sergent Pete Mooney
- 1994: Amor perseguit (Midnight Run for Your Life): Tinent Breem
- 1995: Kingfish: A Story of Huey P. Long: Jutge Benjamin Pavy
- 1995: Indictment: The McMartin Trial: Ira Reiner
- 1995: Cagney & Lacey: The View Through the Glass Ceiling: Martin Zibiski
- 1997: Rag and Bone: Evan Moran
- 1997: Gold Coast: Frank DiCilia
- 2000: L.A. Sheriff's Homicide: Victor Canizales

### Cinema
- La caça de l'home (The Chase) (1966) - Damon Fuller
- To Chase a Million (1967) - McGill
- Medical Center (1969, telefilm) - Dr. Joseph Gannon
- The Missouri Breaks (1976) - Pete Marker
- An Enemy of the People (1978) - Captain Forster
- Goin' South (1978) - Sheriff Andrew Kyle
- More American Graffiti (1979) - Major Creech
- A Rumor of War (1980, TV minisèries) - Gen. Merle Rupert
- Missing (1982) - Andrew Babcock
- Hammett (1982) - Detective Bradford
- The Escape Artist (1982) - Sam - City Treasurer (no surt als crèdits)
- Lookin' to Get Out (1982) - Bernie Gold
- Running Hot (1984) - Tom Bond
- The Mean Season (1985) - Phil Wilson
- The Legend of Billie Jean (1985) - Pyatt
- Badge of the Assassin (1985) - L.J. Delsa
- The Trip To Bountiful (1985) - Sheriff
- Amerika (1987, TV minisèries) - Ward Milford
- The Untouchables (1987) - Mike Dorsett
- The Milagro Beanfield War (1988) - Ladd Devine
- Little Nikita (1988) - Konstantin Karpov
- Permanent Record (1988) - Leo Verdell
- Sunset (1988) - Capità Blackworth
- Wildfire (1988) - Gene
- Heart of Dixie (1989) - Judge Claibourne
- Night Game (1989) - Nelson
- Internal Affairs (1990) - Grieb
- Servants of Twilight (1991) - Henry Rankin
- Ambition (1991) - Jordan
- Cold Heaven (1991) - Monsignor Cassidy
- Under Cover of Darkness (1992) - Nathan Franklin
- Dr. Giggles (1992) - Oficial Hank Magruder
- Arctic Blue (1993) - Wilder
- When a Man Loves a Woman (1994) - Home enfadat veient la TV (no surt als crèdits)
- Steal Big Steal Little (1995) - Nick Zingaro
- The Crossing Guard (1995) - Stuart Booth
- The Chamber (1996) - Wyn Lettner
- Hoodlum (1997) - Captain Foley
- Just the Ticket (1999) - Benny Moran
- Servei de companyia (The Man from Elysian Fields) (2001) - Edward Rodgers
- Hawaiian Gardens (2001) - Bruno
- The Lost City (2005) - Don Donoso Fellove